# Boek van de reuzen
Het Boek van de reuzen is de titel van twee te onderscheiden verzamelingen van tekstfragmenten. De literaire inhoud van beide verzamelingen is voor een belangrijk deel gebaseerd op een navertelling van het Boek van de wachters, het eerste deel van het Eerste boek van Henoch.

## Achtergrond
In het bijbelboek Genesis 6:1-4 staat de passage In die dagen, en ook daarna, waren er reuzen op de aarde, toen Gods zonen bij de dochters van de mensen waren gekomen en die kinderen voor hen baarden; dit zijn de geweldenaars van oude tijden af, mannen van naam. In de latere met name joodse literatuur over dit thema neemt de figuur Henoch een belangrijke plaats in. In Genesis 5:24 wordt vermeld dat Henoch in nauwe verbondenheid met God wandelde en op de leeftijd van 365 jaar door God werd opgenomen. Die zin heeft in de joodse literatuur tot een groot aantal speculaties geleid. 
Het werd geïnterpreteerd in de zin, dat Henoch als levend mens de hemel bereikte. Naast een Eerste boek is er ook een 2 Henoch en 3 Henoch. In de traditie van de drie boeken krijgt Henoch een steeds meer verheven plaats in de hemel. In 3 Henoch is Henoch uitgegroeid tot een goddelijke gestalte, de Metatron, die als plaatsvervanger en zaakwaarnemer van God ook de hemel en de aarde kan besturen. Hij krijgt ook de naam de kleine Jahwe.

## De vondst van de fragmenten
Vanaf 1900 onderzochten Duitse archeologen onder leiding van onder meer Albert Grünwedel de restanten van een aantal manichese kloosters nabij Turpan in de huidige Chinese provincie Xinjiang. Daarbij werden duizenden fragmenten gevonden van manichese teksten. Daaronder waren teksten van  het Boek van de reuzen. Het bestaan van het boek was bekend omdat het onder die titel ook benoemd werd in voor 1900 al bekende werken van Mani, de grondlegger van het manicheïsme. De gevonden teksten van het boek waren in het Sogdisch, Oud-Turks en Middelperzisch. De oorspronkelijke tekst van Mani moet geschreven zijn in het Oost-Aramees dat tot het Syrisch behoort. De eerste publicatie over het boek werd in 1934 door Walter Bruno Henning uitgebracht. Een tweede publicatie volgde in 1943. In 1973 werd een nieuwe uitgave  gepubliceerd door Werner Sundermann.
In 1947 werden bij Qumran op de Westelijke Jordaanoever in Palestina de eerste vondsten gedaan van de Dode Zee-rollen. Daaronder waren meerdere handschriften van het Boek van de reuzen in het Aramees. De eerste publicaties over deze versie van het boek vanaf 1952 waren van Józef Milik.
Delen van de  oorspronkelijke Aramese versie van het boek moeten van de eerste eeuw voor en na Chr. dateren. De oorspronkelijke versie van Mani dateert van omstreeks de helft van de derde eeuw. Op het vakgebied is geen consensus  of Mani bij het schrijven van zijn latere tekst wel of niet de beschikking had over de Aramese versie.  Beide versies moeten in ieder geval een bron hebben gehad in het Boek van de wachters, het eerste deel van het Eerste boek van Henoch. 

## Essentie van de inhoud
De juiste volgorde van de gevonden fragmenten in beide verzamelingen en met name in de Aramese versie is moeilijk vast te stellen en is een punt van debat op het vakgebied. 
In de bij Qumran gevonden versie worden uit de seksuele relatie van de wachters (gevallen engelen) met aardse vrouwen de reuzen, de Nephilim, geboren. Zij zijn de oorzaak van veel bloedvergieten, chaos, onrechtvaardigheid en vernietiging van dieren, planten en mensen. De gevallen engelen en de reuzen instrueren de mensheid in moreel onjuiste zaken. De belangrijkste van de tweehonderd reuzen in het verhaal zijn Shemihaza en zijn kinderen Ohya en Hahya. De reuzen ontvangen een aantal onheilspellende dromen. De inhoud van die dromen wordt in de gevonden  tekstfragmenten niet  duidelijk beschreven, maar de interpretatie is dat als straf voor hun daden er de zondvloed zal volgen. De reuzen wensen de inhoud van die dromen te bespreken met Henoch. Die verblijft echter niet meer op aarde, dus een van de reuzen onderneemt een hemelreis om Henoch te spreken. Henoch wordt verzocht bij God te interveniëren met het verzoek hen niet te straffen. Dat blijkt echter een vergeefs verzoek en Henoch brengt het antwoord van God over dat de zondvloed inderdaad zal plaatsvinden en al wat leeft op aarde zal vernietigen. 
Deze versie moet naast het jodendom ook beïnvloed zijn door mythes uit Mesopotamië. De naam van een van de reuzen is  Gilgamesj, de held van het  Gilgamesj-epos. 
In de versie van Mani komen dezelfde thema's voor als de komst van de wachters, het kwaad dat zich manifesteert in hun nakomelingen en de interpretatie van dromen. De context is wat verschillend. Hier is sprake van demonen, die vastgeketend waren in de laagste hemelsferen door de Levende Geest, in het manicheïsme de schepper van de kosmos. Tweehonderd  demonen weten zich te bevrijden en terug te keren naar de aarde. De demonen onderwierpen de mensheid,  creëerden een terreurbewind en verwekten bij aardse vrouwen een ras van reuzen. In deze versie is sprake van het vermoorden van 400.000 mensen en van een strijd tussen reuzen onderling. Een van de reuzen strijdt tegen het zeemonster Leviathan. Ook hier is sprake van het ontvangen van verschrikkelijke dromen en onderneemt een van de leiders een hemelreis om de interpretatie van Henoch te vernemen. Uiteindelijk worden de demonen en hun nakomelingen, de reuzen, vernietigd door de aartsengelen Michaël, Rafaël, Gabriël en Uriël. 